# Kanton Mandelieu-Cannes-Ouest
Kanton Mandelieu-Cannes-Ouest (fr. Canton de Mandelieu-Cannes-Ouest) je francouzský kanton v departementu Alpes-Maritimes v regionu Provence-Alpes-Côte d'Azur. Tvoří ho tři obce.

## Obce kantonu
- Cannes (západní část)
- Mandelieu-la-Napoule
- Théoule-sur-Mer